# Qualificazioni ai Giochi della XXII Olimpiade (UEFA)
Di seguito sono elencati gli incontri con relativo risultato della zona europea (UEFA) per le qualificazioni a Mosca 1980.

## Formula
La formula prevedeva due turni eliminatori.
Al primo turno eliminatorio partecipavano 16 squadre che vennero divise in 4 gruppi da 4 squadre ciascuno. I gruppi 1, 2 e 4 vennero organizzi in modo che ci fossero 2 spareggi A/R. In caso di pareggio, erano previsti i calci di rigore. Il gruppo 3, invece, venne organizzato come un semplice torneo all'italiana. Nei gruppi 1, 2 e 4 si qualificavano al secondo turno eliminatorio le vincenti degli spareggi mentre nel gruppo 3 si qualificavano le prime due classificate del girone.
Nel secondo turno eliminatorio erano previsti quattro gironi A/R da tre squadre ciascuno; le squadre che partecipavano al secondo turno eliminatorio erano, dunque, 12 (le 8 squadre che avevano superato il primo turno preliminare a cui si aggiungevano Francia, Germania Ovest, Jugoslavia e Polonia le quali erano, di diritto, qualificate al secondo turno). Le vincenti di ogni girone si sarebbero qualificate alle Olimpiadi.

## Risultati

### Primo turno eliminatorio

#### Gruppo 1
|  | Bulgaria | 1 – 0 | Cecoslovacchia |  |

|  | Cecoslovacchia | 4 – 0 | Bulgaria |  |

|  | Romania | 2 – 0 | Ungheria |  |

|  | Ungheria | 3 – 0 | Romania |  |

Passano il turno Cecoslovacchia (4-1) e Ungheria (3-2).

#### Gruppo 2
|  | Grecia | 1 – 0 | Italia |  |

|  | Italia | 4 – 0 | Grecia |  |

|  | Austria | 1 – 0 | Turchia |  |

|                                              | Turchia              | 2 – 1 | Austria |  |
| \| \| \| \| \| \| Tiri di rigore 4 – 3 \| \| |                      |       |         |  |
|                                              |                      |       |         |  |
|                                              | Tiri di rigore 4 – 3 |       |         |  |

Passano il turno Italia (4-1) e Turchia (2-2, 4-3 ai rigori).

#### Gruppo 3
| Squadra     | P.ti | G | V | N | P | GF | GS | DR |
| ----------- | ---- | - | - | - | - | -- | -- | -- |
| Belgio      | 10   | 6 | 4 | 2 | 0 | 9  | 3  | +6 |
| Spagna      | 7    | 6 | 2 | 3 | 1 | 10 | 6  | +4 |
| Israele     | 5    | 6 | 1 | 3 | 2 | 6  | 10 | -4 |
| Paesi Bassi | 2    | 6 | 0 | 2 | 4 | 6  | 12 | -6 |

|  | Belgio | 3 – 1 | Spagna |  |

|  | Spagna | 1 – 1 | Belgio |  |

|  | Belgio | 0 – 0 | Israele |  |

|  | Israele | 0 – 2 | Belgio |  |

|  | Belgio | 1 – 0 | Paesi Bassi |  |

|  | Paesi Bassi | 1 – 2 | Belgio |  |

|  | Spagna | 1 – 1 | Israele |  |

|  | Israele | 0 – 3 | Spagna |  |

|  | Spagna | 3 – 0 | Paesi Bassi |  |

|  | Paesi Bassi | 1 – 1 | Spagna |  |

|  | Israele | 1 – 1 | Paesi Bassi |  |

|  | Paesi Bassi | 3 – 4 | Israele |  |

#### Gruppo 4
|  | Irlanda | 0 – 0 | Norvegia |  |

|  | Norvegia | 2 – 1 | Irlanda |  |

|  | Danimarca | 1 – 1 | Finlandia |  |

|  | Finlandia | 4 – 1 | Danimarca |  |

Passano il turno Finlandia (5-2) e Norvegia (2-1).

### Secondo turno eliminatorio

#### Gruppo 1
| Squadra        | P.ti | G | V | N | P | GF | GS | DR |
| -------------- | ---- | - | - | - | - | -- | -- | -- |
| Cecoslovacchia | 6    | 4 | 3 | 0 | 1 | 5  | 5  | 0  |
| Ungheria       | 4    | 4 | 2 | 0 | 2 | 7  | 4  | +3 |
| Polonia        | 2    | 4 | 1 | 0 | 3 | 1  | 4  | -3 |

|  | Cecoslovacchia | 3 – 2 | Ungheria |  |

|  | Ungheria | 3 – 0 | Cecoslovacchia |  |

|  | Cecoslovacchia | 1 – 0 | Polonia |  |

|  | Polonia | 0 – 1 | Cecoslovacchia |  |

|  | Ungheria | 2 – 0 | Polonia |  |

|  | Polonia | 1 – 0 | Ungheria |  |

#### Gruppo 2
| Squadra    | P.ti | G | V | N | P | GF | GS | DR  |
| ---------- | ---- | - | - | - | - | -- | -- | --- |
| Jugoslavia | 6    | 4 | 3 | 0 | 1 | 9  | 3  | +6  |
| Italia     | 6    | 4 | 3 | 0 | 1 | 10 | 5  | +5  |
| Turchia    | 0    | 4 | 0 | 0 | 4 | 0  | 11 | -11 |

|  | Jugoslavia | 5 – 2 | Italia |  |

|  | Italia | 1 – 0 | Jugoslavia |  |

|  | Jugoslavia | 3 – 0 | Turchia |  |

|  | Turchia | 0 – 1 | Jugoslavia |  |

|  | Italia | 5 – 0 | Turchia |  |

|  | Turchia | 0 – 2 | Italia |  |

#### Gruppo 3
| Squadra | P.ti | G | V | N | P | GF | GS | DR |
| ------- | ---- | - | - | - | - | -- | -- | -- |
| Spagna  | 5    | 4 | 2 | 1 | 1 | 7  | 4  | +3 |
| Belgio  | 4    | 4 | 2 | 0 | 2 | 7  | 8  | -1 |
| Francia | 3    | 4 | 1 | 1 | 2 | 7  | 9  | -2 |

|  | Spagna | 2 – 0 | Belgio |  |

|  | Belgio | 2 – 1 | Spagna |  |

|  | Spagna | 3 – 1 | Francia |  |

|  | Francia | 1 – 1 | Spagna |  |

|  | Belgio | 4 – 2 | Francia |  |

|  | Francia | 3 – 1 | Belgio |  |

#### Gruppo 4
| Squadra        | P.ti | G | V | N | P | GF | GS | DR |
| -------------- | ---- | - | - | - | - | -- | -- | -- |
| Norvegia       | 7    | 4 | 3 | 1 | 0 | 5  | 1  | +4 |
| Germania Ovest | 3    | 4 | 1 | 1 | 2 | 2  | 3  | -1 |
| Finlandia      | 2    | 4 | 0 | 2 | 2 | 1  | 4  | -3 |

|  | Norvegia | 2 – 0 | Germania Ovest |  |

|  | Germania Ovest | 0 – 1 | Norvegia |  |

|  | Norvegia | 1 – 1 | Finlandia |  |

|  | Finlandia | 0 – 1 | Norvegia |  |

|  | Germania Ovest | 2 – 0 | Finlandia |  |

|  | Finlandia | 0 – 0 | Germania Ovest |  |